# 大鷹號航空母艦
大鷹號航空母艦原名春日丸，原是日本郵船公司的一艘客輪，但還未完工已被日本海軍徵用，1941年9月被改造成航空母艦，它是大鷹級航空母艦的第一號艦。

## 基本資料
- 全長：180.24米
- 艦闊：22.5米
- 吃水：8米
- 水線長：201.43米
- 飛行甲板長：172米
- 基本排水量：17,830噸
- 滿載排水量：20,000噸
- 動力：4部總馬力25,200匹馬力蒸汽鍋爐
- 最快航速：21節
- 航程：8500海里（18節航速）
- 武裝：4門十年式120毫米口徑防空高射炮，30門九六式25毫米高射機炮，10枝九三式防空機槍
- 乘員：747人
- 艦載機：27架艦載機

## 同型艦
- 新田丸-->沖鷹號
- 八幡丸-->雲鷹號

## 實戰
春日丸變成航空母艦後被編入第五航空戰隊，之後改為第四航空戰隊，1942年6月4日，日本四艘主力航空母艦皆於中途島戰役被擊沉，1942年8月，春日丸改名為大鷹號。
大鷹號因為航速慢，跟不上主力航空母艦，祇能在後方作為訓練用航空母艦以及往來日本與南太平洋，作為飛機運輸艦，飛機直接從大鷹號上起飛再到南太平洋島上的日軍機場降落。
1944年後大鷹號成為護航航空母艦，為日本船隊護航以應對美國潛艇的威脅，大鷹號曾被美國潛艇用魚雷攻擊過3次，但每次都因為魚雷信管故障而無事，1944年8月18日，大鷹號在菲律賓呂宋島以西海域被美國潛艇紅石魚號發射的三枝魚雷命中，令艦內的航空燃料被引爆，中雷後26分鐘就沉入大海，死亡人數超過700人。